# Китисор
Китисор (Китиссор, др.-греч. Κυτίσ(σ)ωρος) — персонаж древнегреческой мифологии. Сын Фрикса и Халкиопы. У Гигина по ошибке носит имя Цилиндр. Спас Афаманта от принесения в жертву. Согласно историку Эфору, город Китор, порт синопцев, назван по имени Китора, сына Фрикса.
- См. Валерий Флакк. Аргонавтика V 461.